# Arne Lygre
Arne Lygre (nascido em 6 de fevereiro de 1968) é um romancista e dramaturgo norueguês. Entre suas peças estão Mamma og meg og menn de 1998, encenado em Rogaland Teater, e Brått og evig de 1999, encenado pela primeira vez no National Theatre (Oslo). Recebeu o Prêmio Brage em 2004 pela coleção de contos Tid inne. Seu primeiro romance foi Et sistem ansikt, em 2006. De 2014 a 2016, ele foi o dramaturgo interno do Teatro Nacional.